# ماثر براون
ماثر براون (بالإنجليزية: Mather Brown)‏ هو رسام أمريكي، ولد في 11 أكتوبر 1761 في بوسطن في الولايات المتحدة، وتوفي في 25 مايو 1831 في لندن في المملكة المتحدة.